# Legislatura Alabamy
Legislatura Alabamy (Alabama Legislature) - parlament amerykańskiego stanu Alabama. Ma charakter bikameralny i składa się z Izby Reprezentantów oraz Senatu.
Obie izby pochodzą z wyborów bezpośrednich przeprowadzanych co cztery lata w jednomandatowych okręgach wyborczych. W skład Izby wchodzi 105 deputowanych, z kolei Senat liczy 35 członków. Miejscem obrad Legislatury jest gmach Alabama State House w Montgomery.